# Groupe F
 (février 2009).
Groupe F est une structure de production spécialisée dans la conception et la réalisation de spectacles vivants et d’événements pyrotechniques. Son activité se développe sur les cinq continents.

## Historique
Créé en 1990 à Bessèges (Gard) par François Montel, Alain Burkhalter et Didier Mandin, le Groupe F prend un essor international en 1992 avec l'arrivée d’Éric Noel, Nicolas Mousques, Caroline et Christophe Berthonneau et la conception des effets pyrotechniques de la cérémonie de clôture des Jeux olympiques de Barcelone . À partir de 1993 le Groupe F part en tournée mondiale avec le spectacle des "Oiseaux de Feu" puis avec "un peu plus de lumière" réalisant au passage le spectacle pyrotechnique de clôture de la coupe du monde de football en 1998 .
Le 31 décembre 1999 le Groupe F réalise l’événement pyrotechnique du passage à l’an 2000 sur la tour Eiffel . Fort du succès mondial de la manifestation, le groupe recrute alors des équipes pluridisciplinaires engagées dans la réalisation artistique et technique de ses grands projets. Jonas Bidault , Cédric Moreau, Eric Travers  et Jeff Yelnik  accompagnent depuis lors l’épanouissement international du Groupe F.
À partir de l’an 2000 le Groupe F expérimente de nouveaux territoires scénographiques et crée des outils adaptés à la réalisation de spectacles monumentaux mêlant la lumière, le mapping vidéo, la musique, le feu et l’humain . Le château de Versailles, le Pont du Gard et la Tour Eiffel invitent à plusieurs reprises ces nouvelles créations.
En novembre 2017 le ministère de la culture confie à la compagnie le spectacle d’ouverture du Louvre Abou Dhabi.
En mars 2021, le Groupe F lance sa nouvelle flotte de machines volantes, essaim de drones synchronisés : le Théâtre du Ciel. Au terme de recherches en prise sur ces nouvelles technologies et les problématiques environnementales, l'équipe de création réalise un grand geste Take Off constitué d'aéronefs.
Le 14 juillet 2024, le Groupe F réalise à Paris, à l'occasion de la fête nationale, un grand spectacle pyrotechnique depuis la Tour Eiffel, mêlant feux d'artifice et plus de 1000 drones pyrotechniques.

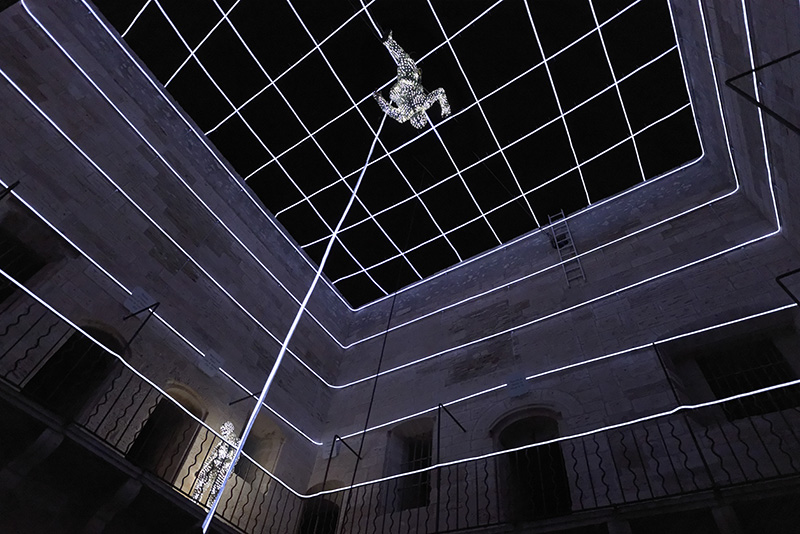
Migrations, château d'if. 2012

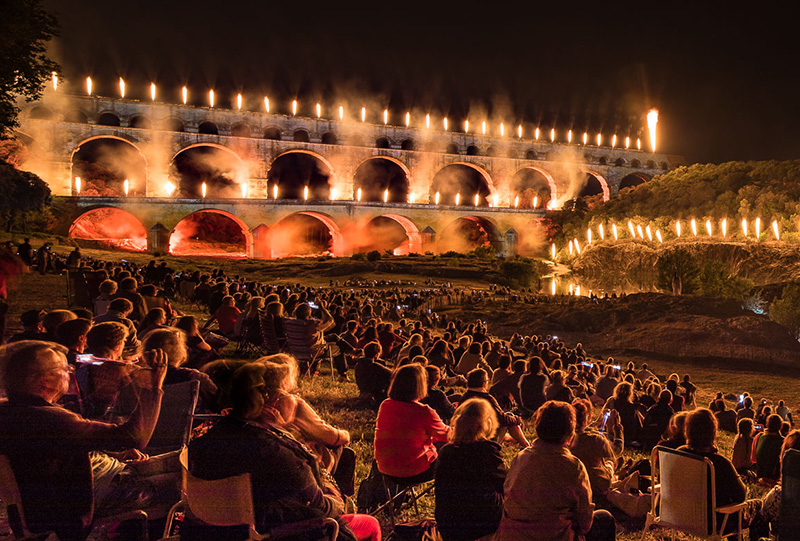
Feux Romains, Pont du Gard. 2017

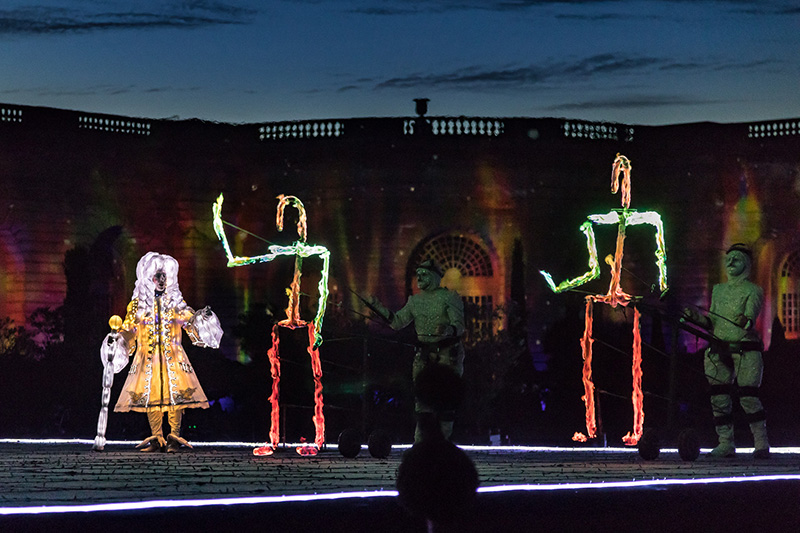
Le Roi de Feu, château de Versailles. 2017

## Principaux spectacles vivants
- Les Oiseaux de Feu (en tournée de 1994 à 2000)[1]
- Un peu plus de Lumière (en tournée de 1997 à 2010)
- Joueurs de Lumière (en tournée de 2004 à 2010) [8]
- Coups de Foudre (en tournée de 2008 à 2010)
- À Versailles : La Face cachée du Soleil (2007 et 2008) [9]
- L’Autre Monde, Les États et Empires du Soleil (2009) [10]
- Les Noces Royales de Louis XIV (2010)[11]
- Le Roi de Feu (2015, 2016, 2017)[12]
- Série "Migrations" (depuis 2012).
- Rhône, à Arles pour le lancement de Marseille Provence, capitale européenne de la culture 2013 [13]
- Focus – La Saga des Photons, pour le lancement de Dunkerque capitale régionale de la culture 2013
- À Fleur de Peau (en tournée depuis 2014)[14]
- Au Pont du Gard : Lux Populi (2008), Impressions (2011), Ludolux (2012), Ulysse au pays des merveilles (2013), Le Magicien d’eau (2014), Les Mondes Magiques (2015), Feux Gaulois (2016), Feux Romains (2017)[15],[16].
- Suspended time, création originale pour les 50 ans de l'album Sergent Pepper's Lonely Hearts Club Band des Beatles, pour le festival Sgt Pepper at 50, Liverpool, 2017 [17]
- Vives réflexions, spectacle d'inauguration du Louvre d'Abou Dabi, 2017 [18]

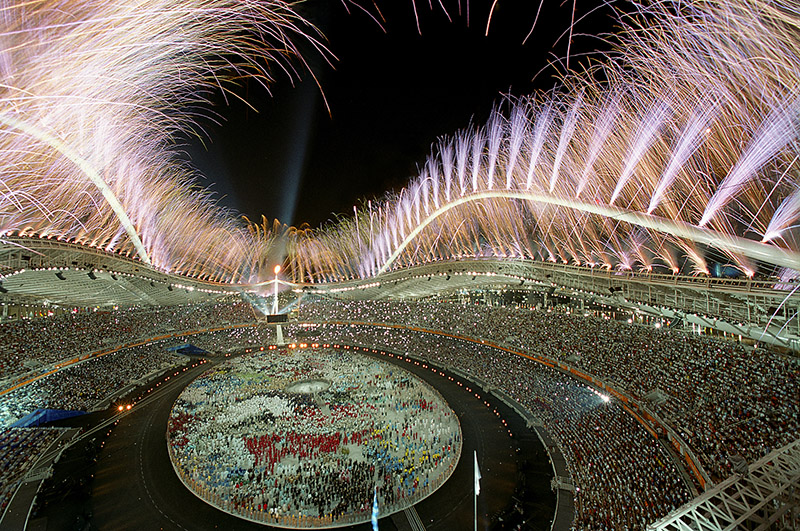
Ouverture des Jeux olympiques d'Athènes, 2004

- Lille 3000 (Eldorado)

## Grands événements pyrotechniques
- Clôture des Jeux olympiques de Barcelone, 1992[1]
- Clôture de la Coupe du Monde de Football 1998[1]
- Passage à l’an 2000 sur la Tour Eiffel[19]
- Ouverture et clôture des Jeux olympiques et paralympiques d’Athènes 2004[19]
- Inauguration du pont de Patras 2004 [20]
- Clôture du forum universel des cultures à Barcelone, 2004
- Nouvel an à Londres sur le London Eye, 2004 à 2009 [21]
- 2007 : Inauguration de la nouvelle ligne TGV Est,
- Ouverture et Clôture des Jeux olympiques et paralympiques d’hiver à Turin 2006 [22]
- Inauguration du musée d’art islamique de Doha 2008
- Ouverture de l'exposition Jeff Koons au Château de Versailles, 2008
- Tour 66 de Johnny Hallyday
- Inauguration du Burj Khalifa 2010
- Ouverture et clôture de la Coupe d’Asie de football à Doha 2011
- Nouvel an sur la Taipei 101, Taïwan, 2012 à 2015[22].
- Design pyrotechnique, pour Cai Guo-Qiang, "Aventure d'un soir" pour la Nuit Blanche 2013
- Feu d’artifice sur la tour Eiffel pour la fête nationale 2004, 2009, 2014, 2015, 2016[23],[24], 2018[25] et 2020.
- Cérémonies d’Ouverture et de Clôture des Jeux olympiques et paralympiques de Rio 2016 [26]
- Inauguration de la Lotte World Tower à Séoul en Corée du Sud, 2017 [27]
- Inauguration du circuit automobile Kuwait Motor Town au Koweit en 2018
- Spectacle d'ouverture "L’Échappée Belle" de la saison culturelle "Liberté !" à Bordeaux en 2019
- Cérémonie d'ouverture de la Coupe du monde de football 2022
- Nouvel An 2024 à Paris sur les Champs-Élysées, 31 décembre 2023[28].
- Feu d’artifice sur la tour Eiffel à Paris avec spectacle de 1000 drones pyrotechniques pour la fête nationale 2024, sur le thème des jeux olympiques d'été de Paris 2024, 14 juillet 2024[7]

## Identité visuelle

Ancien logo
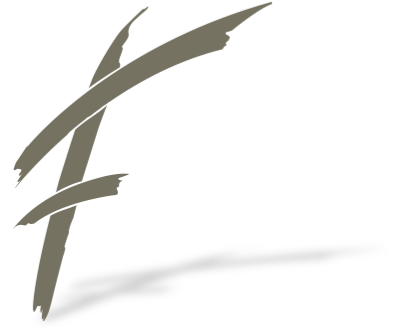
Logo depuis 2017